# シエラレオネ議会
シエラレオネ議会（シエラレオネぎかい、英語: Parliament of Sierra Leone）は、シエラレオネの立法府である。

## 概要
一院制、定数146、任期5年。
小選挙区制で選出される。その他各14州の代表を大統領が任命する。最大野党は全人民会議である。